# Le sedicenni (film 1965)
Le sedicenni è un film del 1965 diretto da Luigi Petrini.

## Trama
Un gruppo di sedicenni, alla vigilia degli esami scolastici: Stefania si innamora di un commissario che sembra non interessarsi a lei; Adami falsifica la firma del padre e utilizza una radio ricetrasmittente per risolvere i compiti; Maldini piace alle donne ma si trova in una situazione imbarazzante quando crede di essere diventato padre; Morabito, il primo della classe, non si accompagna con nessuna; Luisa si deve sposare e invita al viaggio di nozze la sua amica più cara; Dino si innamora di Uma, una ragazza norvegese, e cerca di procurarsi a tutti i costi un passaporto per recarsi in Norvegia; Gianna si crede più furba degli uomini; Piero, per aver perso una scommessa, è costretto a imitare sempre la voce di un professore; Franco, Marcello e Patrizia fanno costruire uno yatch a due carpentieri improvvisati, non sapendo che i finanziamenti arrivano da un misterioso benefattore. Con la fine dell'anno scolastico e l'inizio dell'estate, grazie alla condiscendenza dei genitori, tutte le problematiche saranno risolte; anche la severa professoressa di lettere Adele Soriani trova un marito e cambia atteggiamento nei loro confronti.

## Distribuzione
Il film ottenne il visto di censura n. 46.026 del 19 novembre 1965, con la lunghezza di 2.586 metri. Ebbe la prima proiezione il 24 dicembre dello stesso anno.

## Colonna sonora
Oltre alla colonna sonora originale, nel film sono presenti le seguenti canzoni:
- Che m'importa, Soli e Passano, cantate da Dino;
- Allora sì, cantata da Jimmy Fontana;
- C'è una strana espressione nei tuoi occhi, cantata dai The Rokes;
- La partita di pallone, cantata da Rita Pavone;
- Se mi trovassi con te e Insieme a voi, cantate da I Meteors;
- Lasciami solo, cantata da Antonio e Corrado.